# Irie Rocker Allstars
Irie Rocker Allstars war eine Pop-Reggae-Band aus Österreich.

## Geschichte
Die aus der Steiermark stammende Band bestand seit dem Jahr 2010 und wurde von den Brüdern Hartmut und Bertram Pollhammer sowie Michael Fritz gegründet. Kurze Zeit später stießen Gottfried Graber und Markus Schmidt zur Band. Der Musikstil reicht laut Selbstbeschreibung von Reggae bis Pop und Funk.
2011 veröffentlichte die Band gemeinsam mit dem österreichischen Musiker und Produzenten Ernst Gottschmann ihre erste EP „Song of a Song“. Es folgten zahlreiche Auftritte in Österreich (u. a. Donauinselfest) sowie Berichte der Band auf Puls 4. Des Weiteren spielte die Band im Vorprogramm von Kim Wilde bei einem Auftritt in Antalya (Türkei).
2013 veröffentlichte die Band gemeinsam mit dem österreichischen Rapper Train D-LAY die Single „Calling“, die es auf Platz 54 der österreichischen Charts schaffte. 2014 veröffentlichte die Band die Single "Everyday Good". Die Single erreichte Platz 33 der österreichischen Charts.

## Auflösung der Band 2014
Ende 2014 erfolgte die Auflösung der Band. Einige Bandmitglieder gründeten im Jänner 2015 die Band Solarkreis.

## Diskografie

### Singles
- 2011: Song of a Song
- 2013: Calling
- 2013: Jump
- 2014: Everyday Good